# Ordine nazionale di San Lorenzo
L'Ordine Nazionale di San Lorenzo è un ordine cavalleresco ecuadoriano.

## Storia
L'Ordine è stato fondato il 10 agosto 1809.

## Classi
L'Ordine dispone delle seguenti classi di benemerenza:
- Gran Collare
- Gran Croce
- Grand'Ufficiale

## Insegne
- Il nastro è rosso con sottili bordi neri.